# Ốc giác

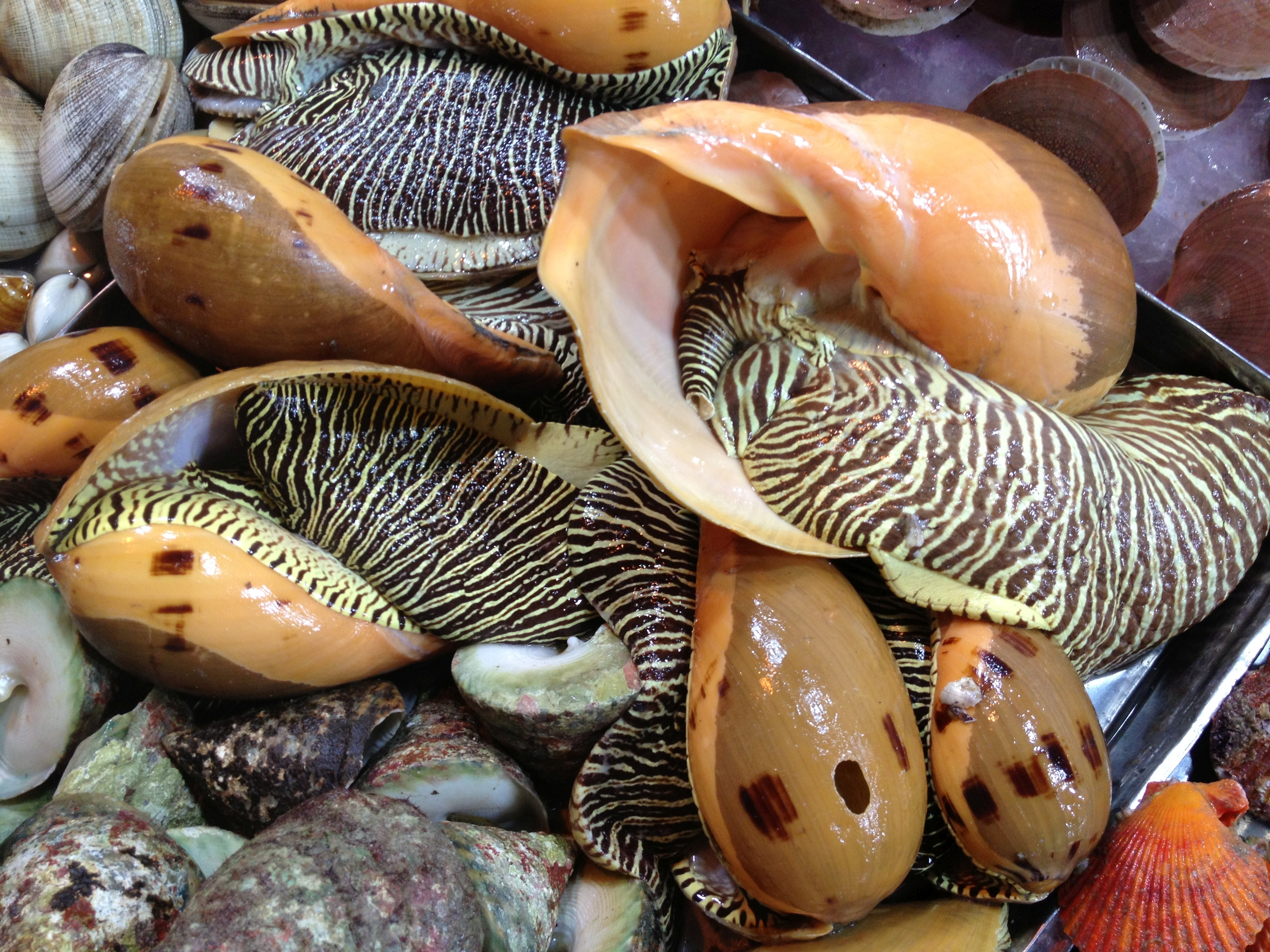
Ốc giác ở Việt Nam

Ốc giác hay còn gọi là ốc Hoàng Đế (Danh pháp khoa học: Melo melo) là một loài ốc trong họ Volutidae. Đây là một loài ốc cỡ lớn và rất có giá trị kinh tế với việc khai thác ốc để lấy thịt và một số cá thể có thể tạo ngọc. Chúng phân bố ở châu Á, có ở các vùng Hong Kong, dọc bờ biển Việt Nam, Campuchia, Thái Lan, Philippines, xuống đến Indonesia.

## Tên gọi
Ốc giác có nhiều tên gọi địa phương khác nhau ở Việt Nam. Ở miền Trung chúng còn được gọi là ốc gàu, ốc gáo (dùng vỏ ốc làm dụng cụ múc nước), ở miền Tây trong vùng vàm Láng, Gò Công dài đến tận Hà Tiên, Kiên Giang người ta gọi ốc giá. Có nơi gọi ốc theo sắc vỏ ngoài là ốc vàng, ốc choá đèn (vì thường dùng để làm choá đèn trang trí phòng ngủ). 

## Đặc điểm
Chúng có tuổi thọ kéo dài từ 4 - 31 năm. Một con ốc giác nặng từ 1–2 kg. Cơ thể chúng có vỏ lớn và có nhiều thịt. Thịt ốc giác được chia làm hai phần, cùi và ruột đều ăn được. Phần cùi ốc có màu trắng trong, cứng và giòn như mề gà, ăn sần sật, phần ruột ốc màu nâu nhạt, mềm và vị béo bùi gọi là gạch hay gan. Ốc giác thịt còn tươi, cơ thể tiết chất nhờn tạo độ ngon ngọt. Khi mặt ốc khô ráo, không tiết ra chất nhờn là con ốc đã đánh bắt lâu ngày, thịt dai, có mùi hơi khó chịu.
Chúng có khả năng sống hàng tuần trong nước mặn sau khi đánh bắt. Ốc có tính hàn. Mùa mưa thịt ốc ngon hơn mùa khô. Khi tách ốc ra khỏi vỏ, điều quan trọng là không làm mạnh tay kẻo bị vỡ mật, ăn sẽ nhân nhẫn và tanh, mất ngon. Loài ốc này thường sống theo các vùng đá rạn chìm khuất dưới mặt nước hoặc các vách đá, hang hốc ngập nước quanh chân các hòn đảo. Ốc giác thường sinh sống ở biển, trong các ghềnh, hốc đá. 

## Trong ẩm thực
Từ ốc giác, có thể chế biến ra nhiều món như luộc, nướng, làm gỏi, cháo,... chúng có thể tạo ra đến 08 món ăn ngon từ loại ốc này. Ốc giác là loại hải sản quen thuộc của người dân miền biển Phan Thiết, thường chế biến thành nhiều món khác nhau phục vụ thực khách. Đơn giản nhất là món ốc giác luộc, thịt ốc được cạo rửa sạch cho hết chất nhờn, mang luộc chín rồi xắt mỏng. Với món hấp, sau khi rửa sạch, đem hấp với sả nguyên cả vỏ, sau khi chín lấy phần thịt xắt lát thật mỏng, thịt ốc có màu vàng ươm. Hai món này khi ăn chấm nước mắm gừng, tỏi ớt thì rất giòn và ngon.
Ốc giác chế biến ra nhiều món hấp dẫn mang hương vị của biển cả như: luộc chín, thái mỏng chấm nước mắm gừng, tỏi, ớt hoặc chấm muối tiêu chanh tùy thích. Ốc giác làm gỏi. Trước hết, thịt ốc được cạo sạch hết chất nhờn, sau đó cho vào nồi luộc chín ốc và thái mỏng thành sợi. Ốc giác được bọc bông bí là món ăn khoái khẩu của nhiều người. Thịt ốc làm sạch cắt miếng vừa ăn, phi hành, tỏi, ớt cho thơm. Sau đó, thịt ốc nấu chung với nước cốt dừa cho đến khi nở bung, lúc đó thịt đã hút chất béo. Cho từng miếng thịt ốc vào bông bí hấp hơi. 

## Tạo ngọc

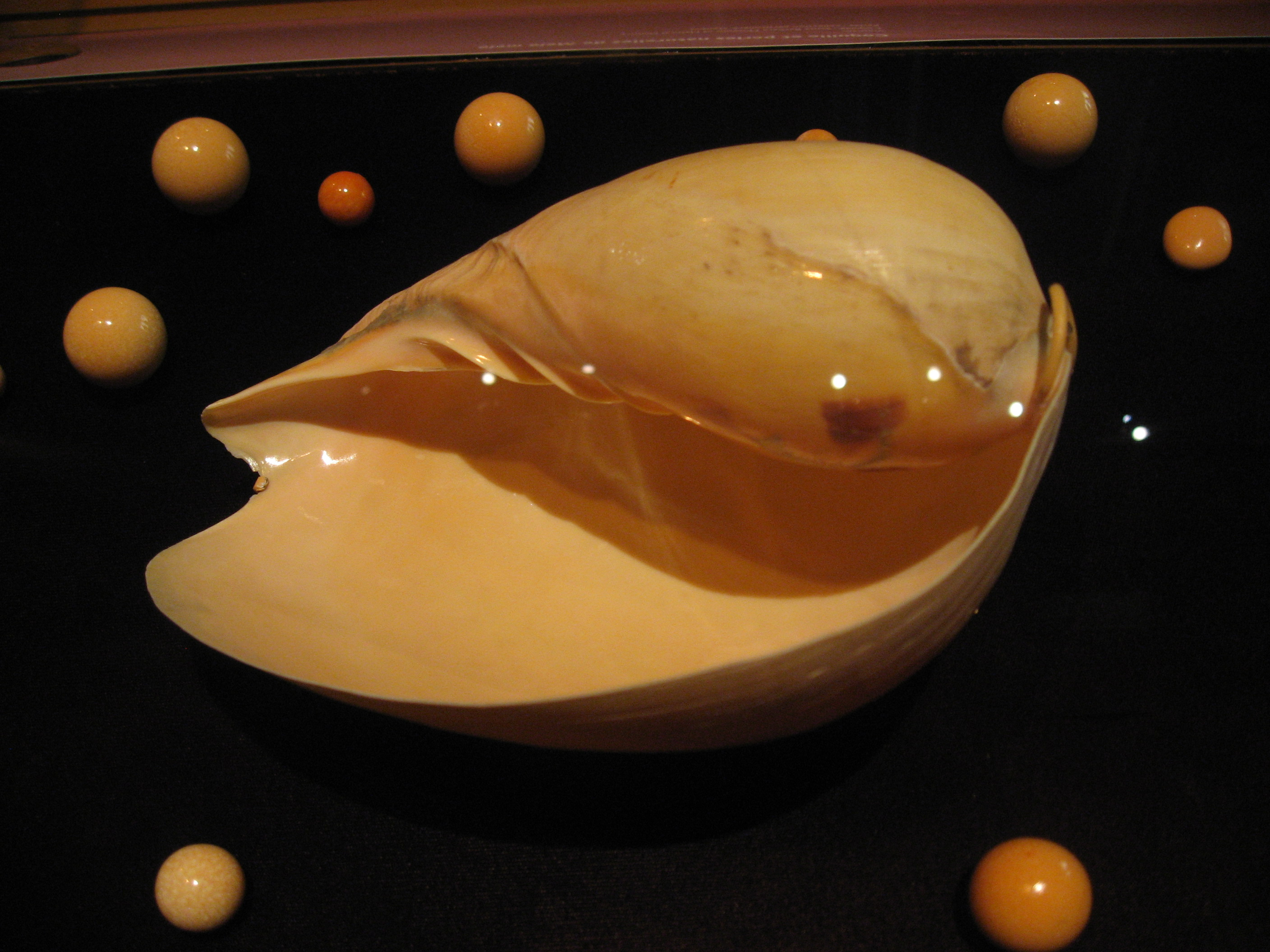
Ốc giác và ngọc ốc

Ngọc thường có màu đỏ, vàng cam, vàng lợt và trắng. Các đường vân đan xen nhau, cầm viên ngọc lắc qua lắc lại dưới ánh sáng, những tia màu như chạy qua chạy lại rất ấn tượng và đẹp mắt. Tuổi ốc càng lớn, ngọc càng to, vân càng đẹp và đậm màu. Ngọc có trọng lượng dưới 2 chỉ thường non tuổi, cầm màu không tốt, để lâu không bảo quản kỹ sẽ xuống màu, mất giá.
Ngọc từ vàng lợt mất màu chuyển trắng là coi như bỏ. Ngọc có trong con ốc giác, nhưng nghìn con ốc mới ra được một viên và nhiều viên mới được một viên đẹp. Nhìn miệng con ốc, nếu thấy cồm cộm là nghi ngờ có ngọc. Phải tách vỏ ốc sống, dùng dao xẻ ngay phần thịt cộm lên lấy ngọc ra, chứ đã luộc lên thì viên ngọc bị mất màu bạc phếch, chỉ còn như một hòn đá vôi. Ngọc ốc tính chỉ, giống như vàng.

## Chú thích

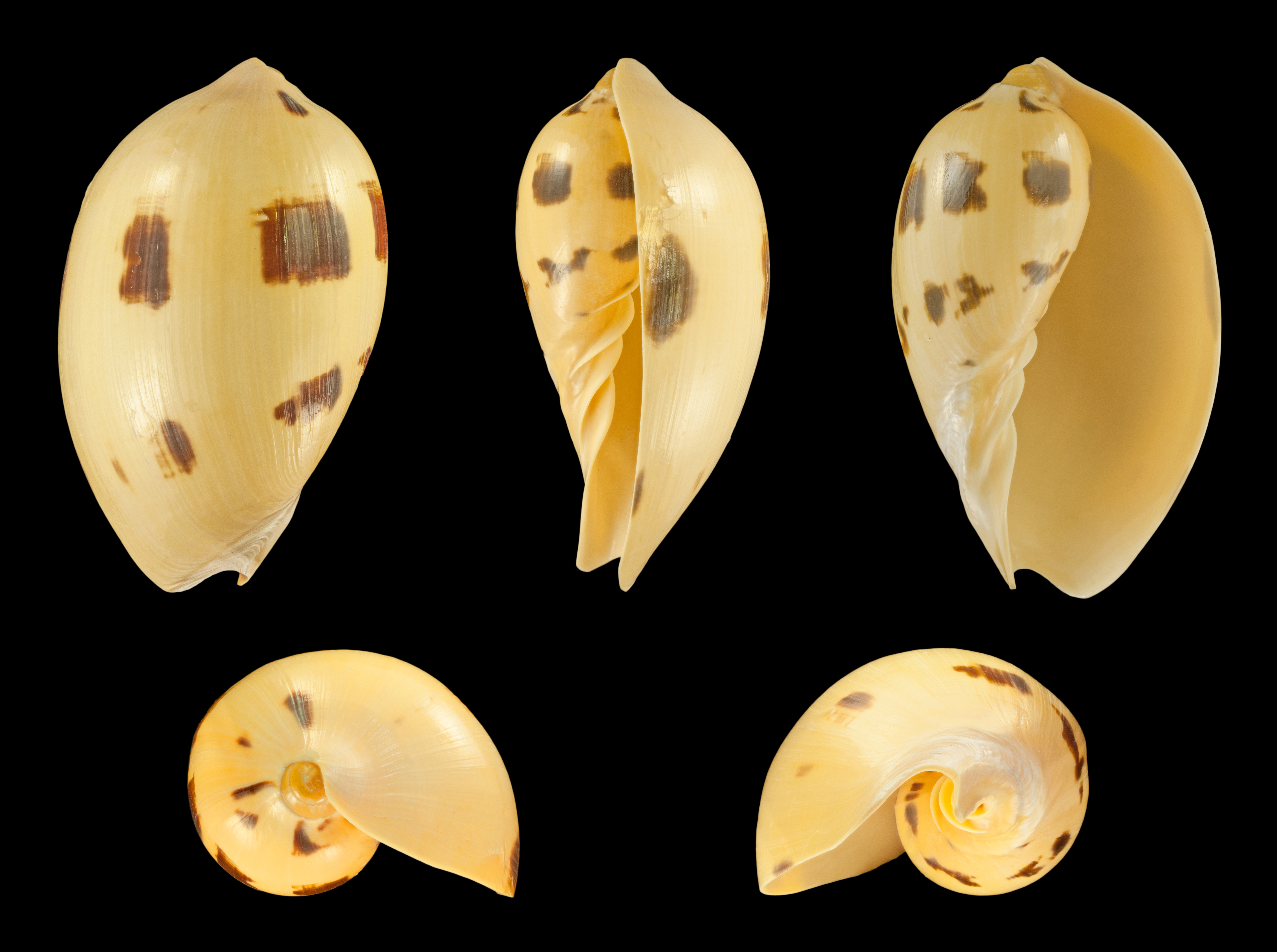